# Kadavuwaaierstaart
De kadavuwaaierstaart (Rhipidura personata) is een zangvogel uit de familie Rhipiduridae (waaierstaarten).

## Verspreiding en leefgebied
Deze soort is endemisch in het zuidwesten van Fiji op de Kadavu-eilanden.

## Status
De grootte van de populatie is in 2019 geschat op 1500-7000 volwassen vogels. Dat is een kleine populatie en de aantallen nemen af door ontbossing. Op de Rode lijst van de IUCN heeft deze soort daarom de status gevoelig.